# Zaljev Dungonab
Zaljev Dungonab (arapski: خليج دنقناب) je zaljev koji zatvara poluotok Dungonab u Crvenom moru na sjeveru Sudana. U uvali se nalazi istoimeni grad Dungonab. Na području uvale nalaze se brojni otočići. Uvala je zaštićena i nalazi se u sklopu Pomorskog nacionalnog parka zaljeva Dungoaba i otoka Mukavara koji se nalazi nešto južnije od zaljeva. God. 2016., ovaj nacionali park je zajedno s Pomorskim nacionalnim parkom atola Sanganeba upisan na UNESCO-ov popis mjesta svjetske baštine u Africi kao „skupina raznolikih koraljnih nakupina, šuma mangrova, polja morske trave, plaža i prevlaka koja su stanište velikom broju morskih ptica, morskih sisavaca, riba, kornjača i raža”.
Pomorski nacionalni park zalljeva Dungoaba i otoka Mukavara je osnovan 2005. god. kako bi se zaštitila bioraznolikost tropskog morskog života Crvenog mora; između ostalog habitati životinja kao što su crvenomorski galeb (Ichthyaetus leucophthalmus), bengalska čigra (Thalasseus bengalensis) i morske kornjače (Chelonioidea).